# Janum
Janum (officieel, Fries: Jannum, [’jɔnəm]) is een dorp in de gemeente Noardeast-Fryslân, in de Nederlandse provincie Friesland. Janum ligt ten westen van Dokkum en ten zuidoosten van Reitsum even ten noorden van de Dokkumer Ee. Janum is een van de dorpen van de Vlieterpen. De andere dorpen ervan zijn Reitsum, Lichtaard en Genum. In 2023 telde het dorp Janum 40 inwoners.

## Beschermd dorpsgezicht
Het dorp is vanwege een bijzondere bebouwing een beschermd dorpsgezicht, een van de beschermde stads- en dorpsgezichten in Friesland. Binnen het beschermd dorpsgezicht liggen vijf rijksmonumenten. 

## Geschiedenis
Het dorp is ontstaan op een terp dat al enkele eeuwen voor de christelijke jaartelling werd bewoond. De terp werd op het einde van de 19e eeuw grotendeels afgegraven maar wat overbleef is nog duidelijk zichtbaar.
In 1506 werd de plaats vermeld als Jawnum, in 1540 als Hijannum en in 1573 als Ianum. Vanwege de late vermelding van de plaats is de betekenis van de plaatsnaam lastig te verklaren. Maar mogelijk verwijst het naar het feit dat het de woonplaats (heem/um) was van door de persoon Iwe.
Veel dorpen in het gebied vielen in de middeleeuwen onder de Norbertijner kloosters Lidlum of Mariëngaarde, maar Janum viel onder het Cisterciënzer klooster Klaarkamp dat veel macht had in de regio en dat de pastoor van Janum benoemde. Janum was overigens geen uithof van Klaarkamp.

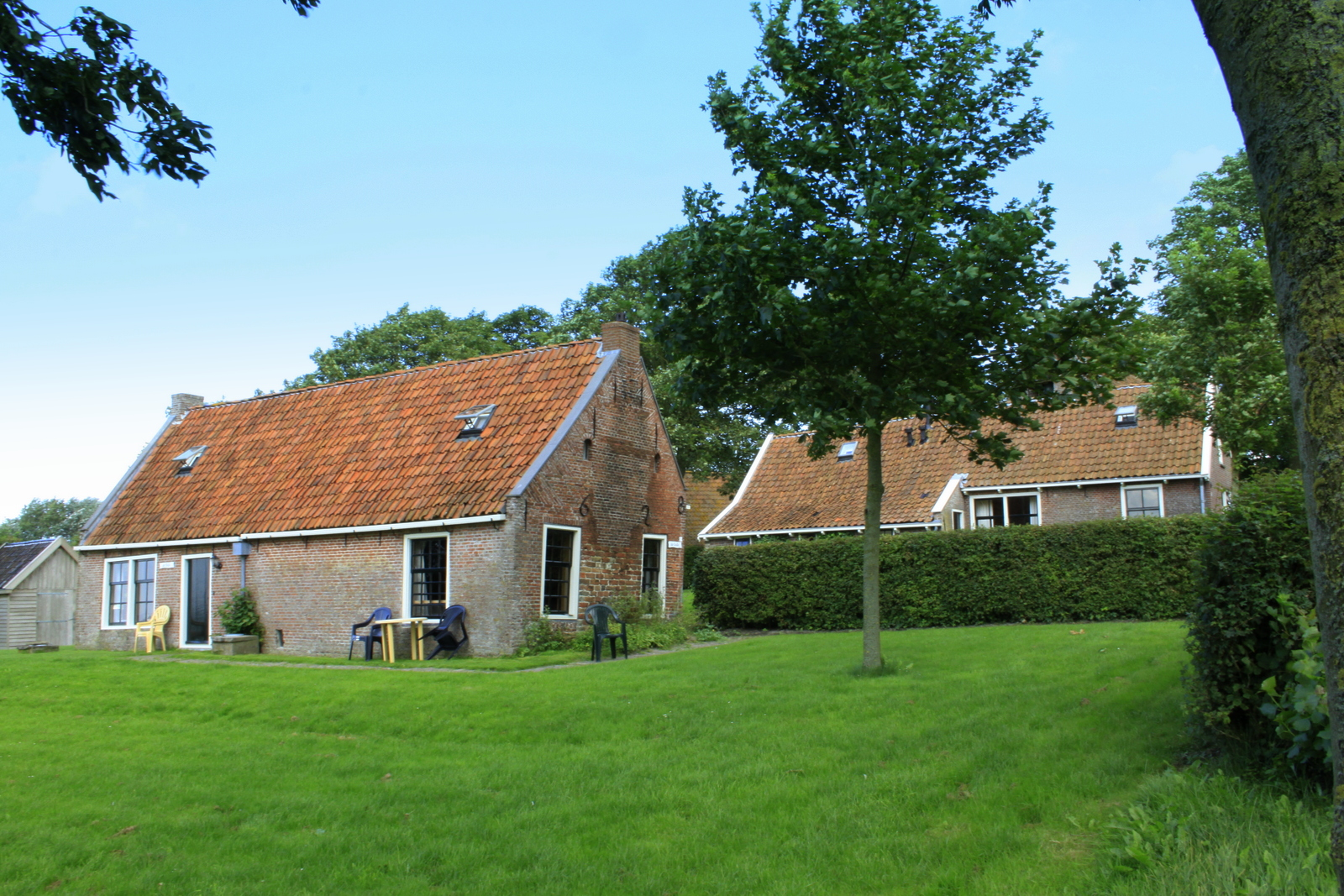
Diakoniewoningen

Ook andere machtigen uit Dantumadeel hadden bij Janum stukken grond, die ze verpachtten. Zo werd Janum een deel van Dantumadeel, hoewel het ten noorden van de Dokkumer Ee ligt. Na de Reformatie vormde Janum met Birdaard een kerkelijke gemeente. Janum was een belangrijke schakel in de verbinding tussen Leeuwarden, Ferwerd en Dokkum. Van der Aa noemt een aantal van 100 inwoners. Bij de volkstelling van 1744 waren het er 44.
Janum maakte lange tijd deel uit van Dantumadeel, maar werd bij de gemeentelijke herindeling van 1984 bij Ferwerderadeel gevoegd. Daartoe bleef het tot 2019 tot behoren. In 2019 ging de gemeente Ferwerderadeel op in Noardeast-Fryslân.

## Kerk

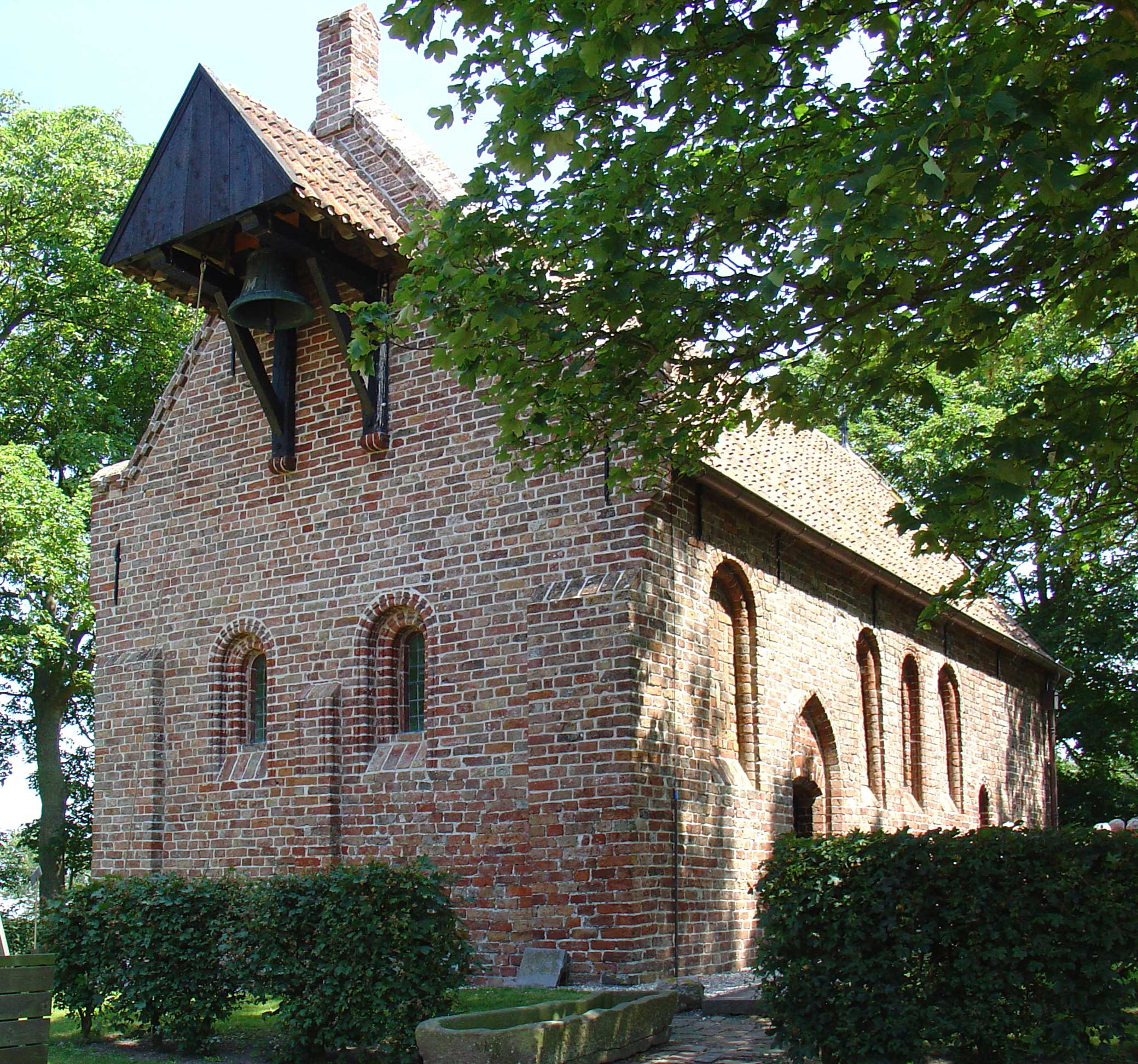
Kerk van Janum met klokkenstoel

De romanogotische kerk van Janum is rond 1300 gebouwd, maar het romaanse koor is ouder en dateert van ongeveer 1200. De kerk bestond uit twee delen. Het ene deel was bestemd voor de lekenbroeders van het klooster en het andere deel was bestemd voor de geestelijken. In de tweede helft van de 16e eeuw is er aan de kerk het nodige veranderd.
In de loop van de tijd raakte de kerk steeds meer verwaarloosd. In de Tweede Wereldoorlog, in de jaren 1942-'44, is de kerk gerestaureerd. Een bijkomend voordeel was dat de bouwvakkers die bij de restauratie waren betrokkenen niet naar Duitsland konden worden gestuurd. Na de restauratie moest voor het kerkgebouw een bestemming worden gevonden.
In 1947 stichtte het Fries Museum in Janum een kerkmuseum, als dependance van het Fries Museum. Het museum had de op een na grootste collectie van sarcofagen, deksels en stenen grafkisten. De oudste stukken uit de collectie dateren uit de 12e eeuw. Later heeft het Fries Museum de dependance afgestoten. De Stifting Monuminten Ferwerdadiel heeft het museum onder zijn hoede genomen en heeft ook het kerkgebouw gekocht, dat nog altijd in handen was van de Hervormde Gemeente Birdaard/Janum.
Bij de kerk staan drie diakoniewoningen uit de 17e eeuw. Deze zijn gerestaureerd en zijn ingericht als vier vakantieverblijven voor mensen die landelijke rust zoeken.

## Cultuur
Het gezamenlijke dorpshuis van de Vlieterpen staat in Reitseum en heet de Fjouwer. De vier dorpen, hebben veel gezamenlijke verenigingen, zoals de toneelvereniging blau moandei en zangvereniging God is mijn lied.

## Onderwijs
In het dorp Reitsum staat de basisschool van de Vlieterpen, De Flieterpen.
Steden, dorpen en gehuchten: Aalsum · Anjum · Augsbuurt · Birdaard · Blija · Bornwird · Brantgum · Burum · Dokkum · Ee · Engwierum · Ferwerd · Foudgum · Genum · Hallum · Hantum · Hantumeruitburen · Hantumhuizen · Hiaure · Hogebeintum · Holwerd · Janum · Jislum · Jouswier · Kollum · Kollumerpomp · Kollumerzwaag · Lichtaard · Lioessens · Marrum · Metslawier · Munnekezijl · Moddergat · Morra · Nes · Niawier · Oosternijkerk · Oostmahorn · Oostrum · Oudwoude · Paesens · Raard · Reitsum · Ternaard · Triemen · Veenklooster · Waaxens · Wanswerd · Warfstermolen · Westergeest · Wetsens · Wierum · Zwagerbosch

Buurtschappen: Abbewier · Bartlehiem (deels) · Beintemahuis · Betterwird · Bollingawier · Bonte Hond · Bornwirdhuizen · Boteburen · Brandeburen · De Dellen · De Keegen · De Kolk · De Leegte · De Rijp · De Wirden · De Schans · Dijkshorne · Dokkumer Nieuwe Zijlen · Drieboerehuizen · Ezumazijl · Groot Medhuizen · Halfweg · Hallumerhoek · Hanenburg · Hantumerhoek · Huis ter Noord · Kettingwier · Klein Medhuizen · Kletterbuurt · Kollumeroudzijl · Krabburen · Laagland · Lutkewier · Molenbuurt · Nieuwland · Oudeterp · Oudwouderzijlen · Reidswal · Scharnehuizen · Stiem · Teerd · Teijeburen · Tergracht (deels) · Ter Lune · Tibma · Tilburen · Tiltjeburen · Vaardeburen · Veldburen · Vijfhuizen (Hallum) · Vijfhuizen (Ternaard) · Visbuurt · Weerdeburen · Westerburen · Westernijkerk · Wie · Wijgeest · Zevenhuizen

Streken: 't Schoor · Galilea · It Paradyske · Lutkelaard · Sibrandahuis · Steenharst · Steenvak · Wildpad (deels) · Zandbulten · Zwagerveen

Friesland: Steden en dorpen      Nederland: Provincies · Gemeenten